# Allocation de dépenses
Au Canada, une allocation de dépenses (anglais : Expense allowance) est un montant d'argent versé annuellement aux élus et leur servant à payer certains frais reliés à leur fonction. Cette allocation s'ajoute au salaire et peut ne pas être imposable.

## Histoire
L'allocation non imposable des dépenses est toujours active dans 4 parlements canadiens : au Québec, au Nunavut, au Yukon et aux Territoires du Nord-Ouest.
En 2013, un comité consultatif de l'Assemblée nationale du Québec propose de « majorer l'allocation pour tenir compte de la ponction fiscale et de l'intégrer à l'indemnité parlementaire de base ».
En 2015, le projet de loi 79 est déposé à la Chambre des communes du Canada concernant la rémunération des élus partout au pays. Le gouvernement fédéral désire rendre imposable ces allocations d'ici 2019, espérant ainsi récupérer 30 millions de dollars.

### Chronologie de l'allocation parlementaire au Québec
Chambre d'assemblée du Bas-Canada
- 1833 à 1838 : 10 shillings par journée de présence en chambre avec une somme pour le transport.

Assemblée législative du Canada-Uni
- 1841 à 1844 : 65 £
- 1845 à 1846 : 100 £
- 1847 : 75 £
- 1848 : 50 £
- 1849 à 1854 : 1 £ pour chaque journée en chambre
- 1854 à 1858 : 30 shillings pour chaque journée en chambre
- 1859 à 1867 au Canada : 6 $ par jour de présence

Assemblée nationale du Québec
- 1867 à 1909 : 6 $ par jour
- 1909 à 1936 : 10 $ par jour
- 1936 à 1944 : 9 $ par jour
- 1944 à 1946 : 300 $
- 1946 à 1961 : 1 000 $
- 1961 à 1963 : 3 300 $
- 1963 à 1965 : 5 000 $
- 1965 à 1971 : 6 000 $
- 1971 à 1972 : 7 000 $
- 1972 à 1974 : 7 140 $
- 1974 à 1978 : 7 000 $
- 1978 à 1984 : 7 500 $

Indexation à l'indice des prix à la consommation en 1984
- 1987 : 8 844 $
- 2014 : 16 226 $

### Municipalités
L'article 19 de la Loi sur le traitement des élus municipaux, au Québec, stipule : 

« Tout membre du conseil d’une municipalité reçoit, en plus de toute rémunération fixée dans un règlement en vigueur pris en vertu de l’article 2 ou prévue à l’article 17, une allocation de dépenses d’un montant égal à la moitié du montant de la rémunération, abstraction faite de l’excédent prévu à l’article 20, jusqu’à concurrence du maximum prévu à l’article 22.
Cette allocation est versée à titre de dédommagement pour la partie des dépenses inhérentes au poste que le membre ne se fait pas rembourser conformément au chapitre III. »

- Maire de Montréal (2016) : 16 216 $